# Puce sous-cutanée

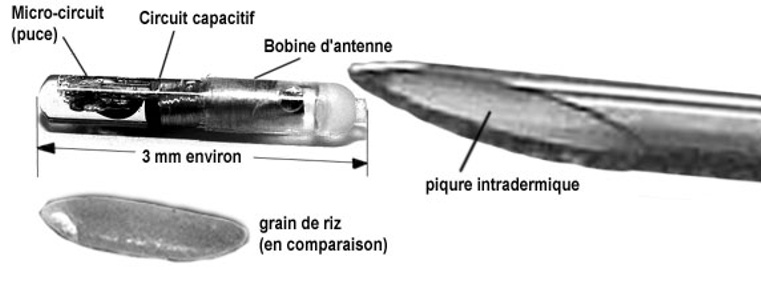
La micro-puce sous-cutanée possède un émetteur-récepteur qui transmet sous forme d'un train d'impulsions, un signal numérique composé de 85 éléments de données. Mais cette puce radiofréquence n'est pas un émetteur de données. Elle ne s'active que si elle est sollicitée par un scanner spécifique. Cela s'apparente davantage aux code-barres d'un produit de supermarché.

Une puce électronique sous-cutanée est un implant électronique utilisé comme implant corporel inséré sous la peau d'un animal ou d'un humain.

## Description
Environ de la taille d’un grain de riz, la puce sous-cutanée est implantée à l’aide d'une seringue intradermique. 

Certaines puces RFID sont de la taille d'un grain de sable, par exemple une micro-puce développée par Hitachi. La firme Pharmaseq propose depuis 2010 des aiguilles de seringues équipées d'une puce RFID p-chip de 500 microns de côté. Cette puce RFID p-chip est un transpondeur radio passif, alimenté par le signal d'interrogation, et disposant d'une mémoire délivrant une chaîne de caractères alphanumériques. L'aiguille tubulaire a une entrée aplatie dans laquelle la puce carrée RFID p-chip est logée. L'aiguille permet de laisser s'écouler un liquide dans les deux sens. L'extrémité de l'aiguille est biseautée pour retenir le transpondeur dans son logement au cours de l'injection mais aussi de le céder aux tissus lorsque l'on retire l'aiguille.

## Utilisations
La santé est un large champ d’application pour cette puce qui constitue une clé d'identification, par radio-identification (RFID), permettant d'établir le lien entre le porteur et les informations de son dossier médical, informations disponibles dans une base de données sécurisée sur Internet. 
Les puces sous-cutanées peuvent également servir à suivre les déplacements d'humains et d'animaux, comme ce fut le cas de Kevin Warwick lors du projet cyborg 1.0, qui consistait à effectuer automatiquement des actions domotiques en fonction de ses déplacements dans un bâtiment.
Les puces sous-cutanées peuvent également servir dans le cadre d'expérimentations sur les souris. 

### Chez l'animal
Le type de puce employé est standardisé à l'échelle mondiale. L'identification par puce existe pour les animaux de compagnie (chiens, chats), les animaux de rente (chevaux, bovins, moutons, cochons, chèvres), les amphibiens, les animaux exotiques (éléphants, alpagas), certains oiseaux, des poissons, les reptiles.
La puce est généralement implantée par injection sous-cutanée soit du côté gauche du cou, au niveau de la gouttièe jugulaire, ou bien sur la ligne médiane dorsale du cou juste en avant des omoplates.

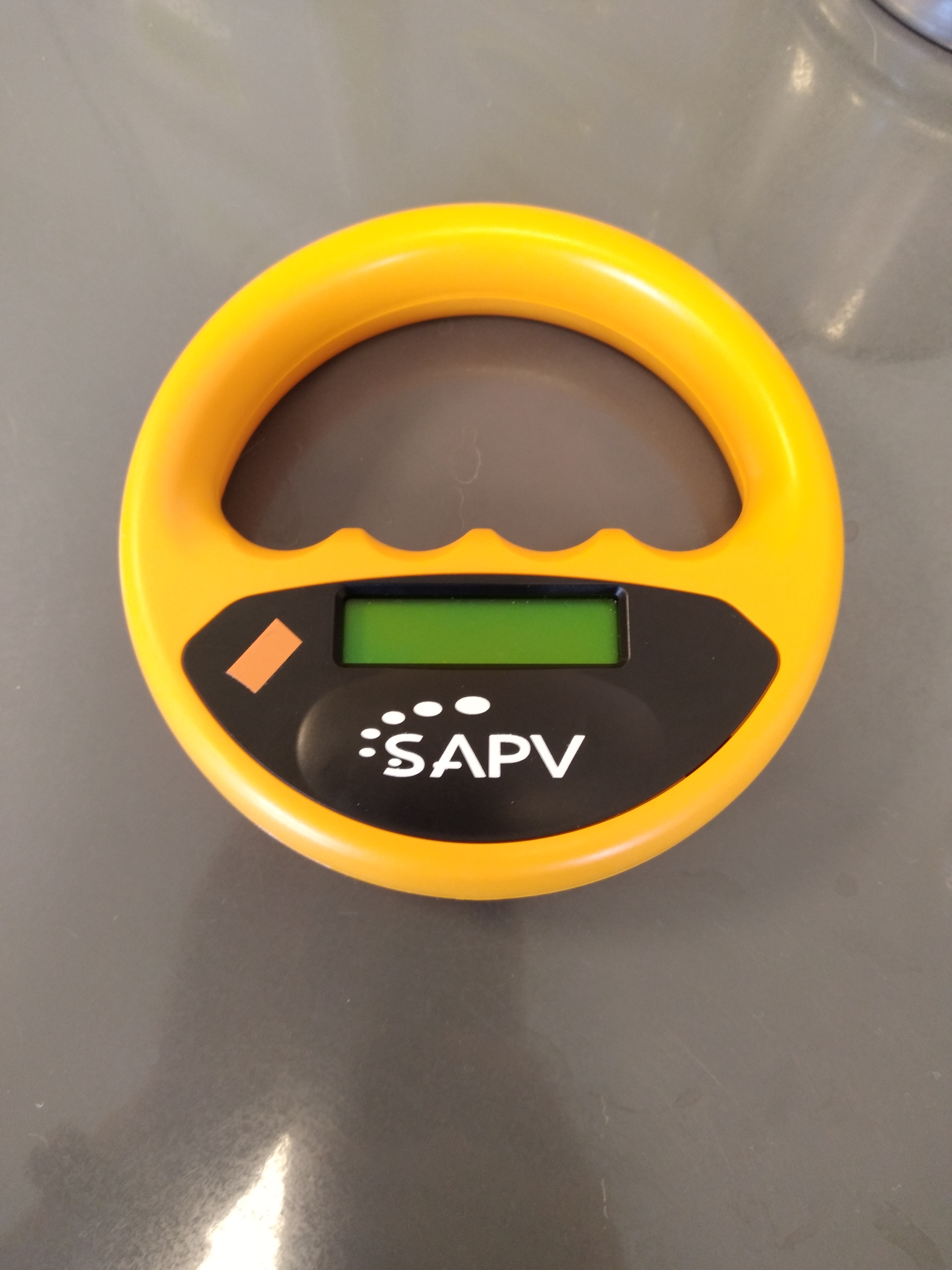
Un lecteur de puce électronique.

Cette opération est effectuée par un vétérinaire. Bénigne et rapide, elle ne nécessite généralement pas d'anesthésie si la peau de l'animal s'y prête. La puce est inerte. Elle est activée par le champ électromagnétique émis par l'appareil lecteur et elle émet alors son code composé de 15 chiffres (3 pour le pays, 2 pour le type d'animal, 2 pour le fabricant, 8 pour le n° de l'animal).
La lecture des informations contenues par la puce est possible grâce à un lecteur de puce, placé proche de l'endroit où la puce est implantée.
Les données correspondant au code sont collectées par des sociétés gestionnaires vétérinaires, chargées de centraliser et d'actualiser les renseignements sur les animaux, communiquées par les propriétaires et les vétérinaires.
La puce permet d'identifier l'animal (nom, date de naissance, propriétaire, adresse...), de retrouver des données médicales (âge, sexe, vaccinations...).
En France l'identification des carnivores domestiques (chien, chat et furet) par puce électronique sous-cutanée est obligatoire pour passer les frontières, faire l'objet d'une importation ou aller sur certaines îles (dont la Corse) et dans les départements touchés par la rage.

### Chez l'humain
La FDA américaine (Food and Drugs Administration) a approuvé en 2004 l’implantation sous cutanée de radio-marqueurs à des fins médicales, une impulsion significative à des industriels comme Applied Digital Solutions, fabricant de ce type de radio-marqueurs et en quête d’un véritable marché de masse. 
La puce est implantée au niveau du triceps entre le coude et l'épaule. 
Mais il n’est aujourd’hui déjà plus besoin d’un risque vital pour accepter l’implantation d’un tel dispositif. Les membres du Baja Beach Club à Barcelone se font implanter une puce Verichip d’Applied Digital Solutions. Celle-ci assure une fonction de porte-monnaie virtuel dans le cadre de cet établissement.
Il est possible de se faire implanter une puce sous-cutanée lors d'événements appelés "implant-party". En juin 2015, un tel événement a eu lieu au festival Futur en Seine à Paris à la Gaîté lyrique ; présent à cet évènement, le journaliste du Point Guillaume Grallet a raconté son implantation de puce.

### Utilisation populaire
Voici une liste des utilisations populaires des implants à micropuce : 
- Implant magnétique
- Cartes d'accès[12]
- Portefeuilles de crypto-monnaie
- Cartes de voyage[13]
- Cartes bancaires[14]

### Risques pour la santé

#### Cancer
Dans les années 1990 et 2000, plusieurs études américaines menées par des vétérinaires, des médecins et divers experts en toxicologie, ont démontré que la micropuce implantée sur des rats de laboratoire induisait souvent des cas de tumeurs malignes, en concluant que celle-ci était aussi dangereuse pour l'homme.  Ces rapports ont toutefois été contestés par d'autres experts qui ont affirmé que les résultats de tests pour les animaux ne s'appliquaient pas nécessairement à l'homme.

#### Autres symptômes
D'autres problèmes ont pu être identifiés dans ces études, parmi lesquels figurent des rougeurs cutanées (pouvant aller jusqu'à des saignements), des réactions indésirables des tissus, des perturbations musculaires (notamment causées par une «migration de la puce implantée»), des  «risques électriques» ou encore des tumeurs bénignes.

### Critiques et oppositions

#### Dérives sécuritaires
La puce électronique sous-cutanée est une innovation source de questionnements éthiques, voire d'inquiétudes, dans l'hypothèse d'une implantation obligatoire pour certains groupes de population (prisonniers, sans abris, réfugiés...). Plusieurs associations de défense des droits de l'homme et la CNIL la considèrent comme une atteinte aux libertés individuelles, à la vie privée et à la protection des données. Parmi les opposants, on peut citer Terry L. Cook, auteur d'un film documentaire de 1994 sur le sujet, No ID found.

## Dans la culture populaire

### Littérature
- Le roman court de science-fiction Symposium Inc. écrit par Olivier Caruso et paru en 2021 se déroule dans un futur proche dans lequel quasiment tout le monde possède des implants électroniques sous-cutanés appelé « constagrammes » qui affichent les constantes vitales des individus, avec notamment leurs taux d’hormones.